# 上弗兰肯地区海利根施塔特
上弗兰肯地区海利根施塔特（德語：Heiligenstadt in Oberfranken，官方拼写为，發音：[ˈhaɪlɪɡn̩ˌʃtat ʔɪn ˈʔoːbɐˌfʁaŋkn̩]）是德国巴伐利亚州上弗兰肯行政区班贝格县的市镇，面积76.7平方千米，2023年12月31日人口为3,703人。